# 利佩托沃湖
58°47′42″N 28°44′16″E / 58.7950646°N 28.73783°E
利佩托沃湖（俄语：Липетово），是俄羅斯的湖泊，位於該國西北部，由普斯科夫州負責管轄，處於普柳薩區，面積0.12平方公里，集水區面積2.44平方公里，平均水深1.5米，最大水深3米。